# Askin-Tumor
Der Askin-Tumor, seltener auch Askin-Rosai-Tumor,  ist eine sehr seltene bösartige Neubildung des Bindegewebes der Brustwand im Kindesalter. Er ist eine Form eines Primitiven neuroektodermalen Tumors und wird dem Ewing-Sarkom zugerechnet.
Ursprünglich waren  Ewing-Sarkom und PNET als unterschiedliche Erkrankungen beschrieben worden, aktuell werden alle drei Krankheitsbilder als „Ewing sarcoma family of tumors“ zusammengefasst. Weiteres s. Artikel Ewing-Sarkom.
Die Namensbezeichnung bezieht sich auf den Erstautor der Erstbeschreibung aus dem Jahre 1979 durch den US-amerikanischen Pathologen Frederic B. Askin, J. Rosai und Mitarbeiter.
Es besteht eine Neigung zu Lokalrezidiven.